# Witte monumenten van Vladimir en Soezdal
De Witte monumenten van Vladimir en Soezdal (Russisch: Белокаменные памятники Владимира и Суздаля) omvatten acht witte middeleeuwse kalkstenen monumenten in de Russische historische regio Zalesje. Samen staan zij op de Werelderfgoedlijst van UNESCO.

## Monumenten
- Moeder Gods-Ontslapingskathedraal in Vladimir (1158-1160, 1185-1189);
- Gouden Poort in Vladimir (1158-1164, met latere wijzigingen);
- Sint Dmitrikathedraal in Vladimir (1194-1197);
- Kasteel van Andrej Bogolyubsky in Bogoljoebovo (1158-1165, met latere wijzigingen);
- Kerk van de Bescherming van de Moeder Gods aan de Nerl in Bogoljoebovo (1165);
- Kremlin van Soezdal met de Kathedraal van de Geboorte van Moeder Gods (1222-1225);
- Sint-Euthymiusklooster in Soezdal (16e eeuw);
- Kerk van Boris en Gleb in Kideksja (1152, met latere wijzigingen)

## Afbeeldingen

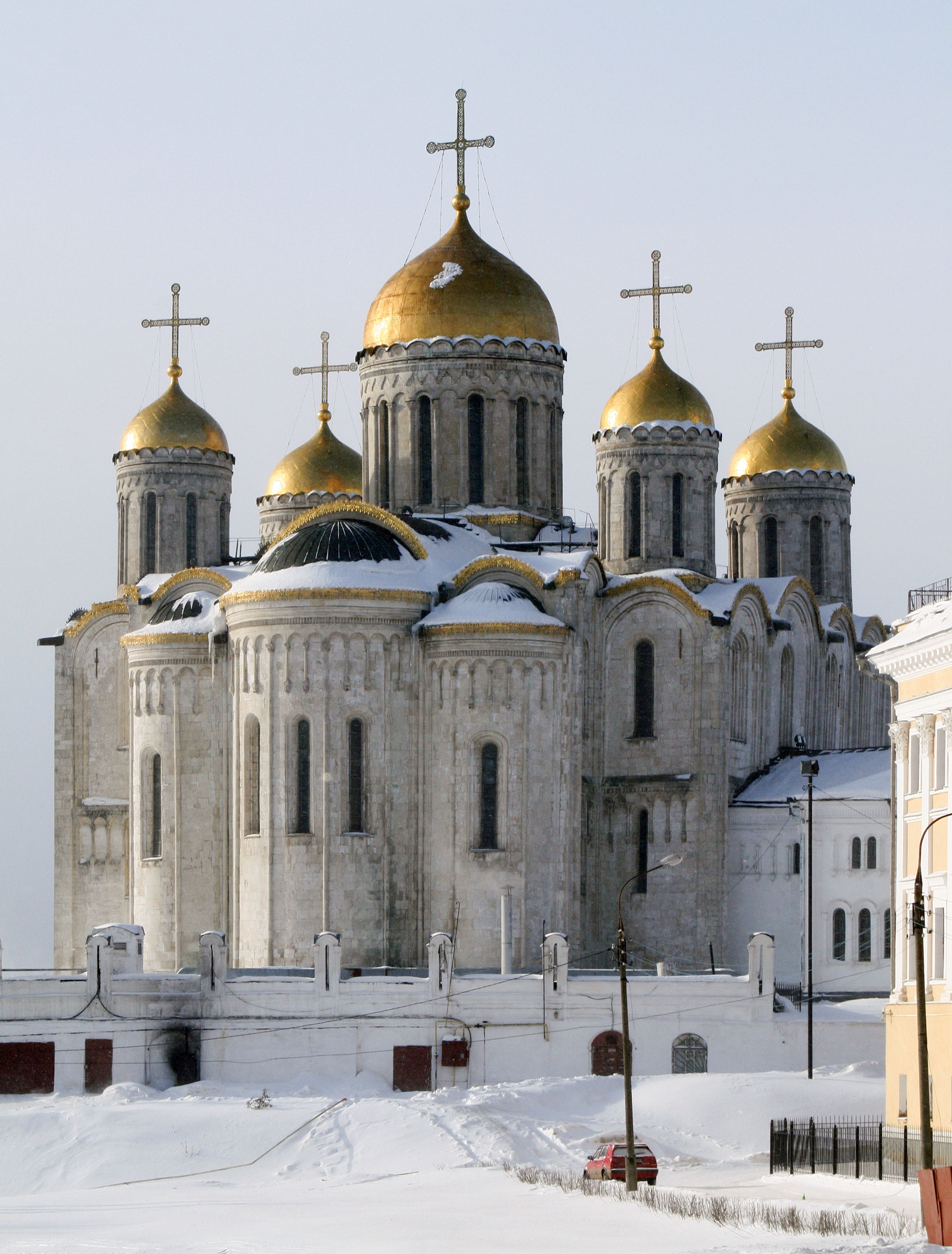
Moeder Gods-Ontslapingskathedraal
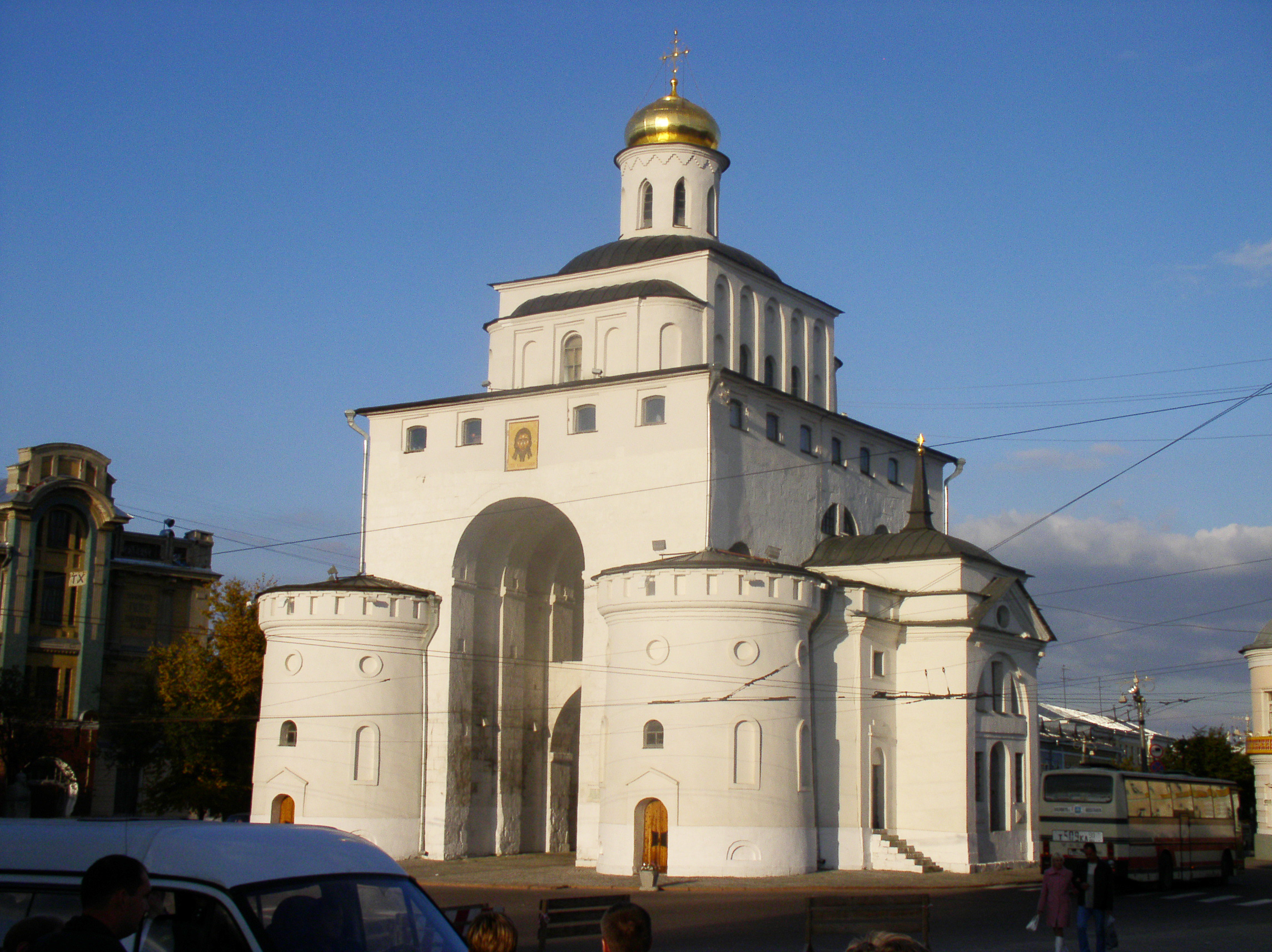
Gouden Poort
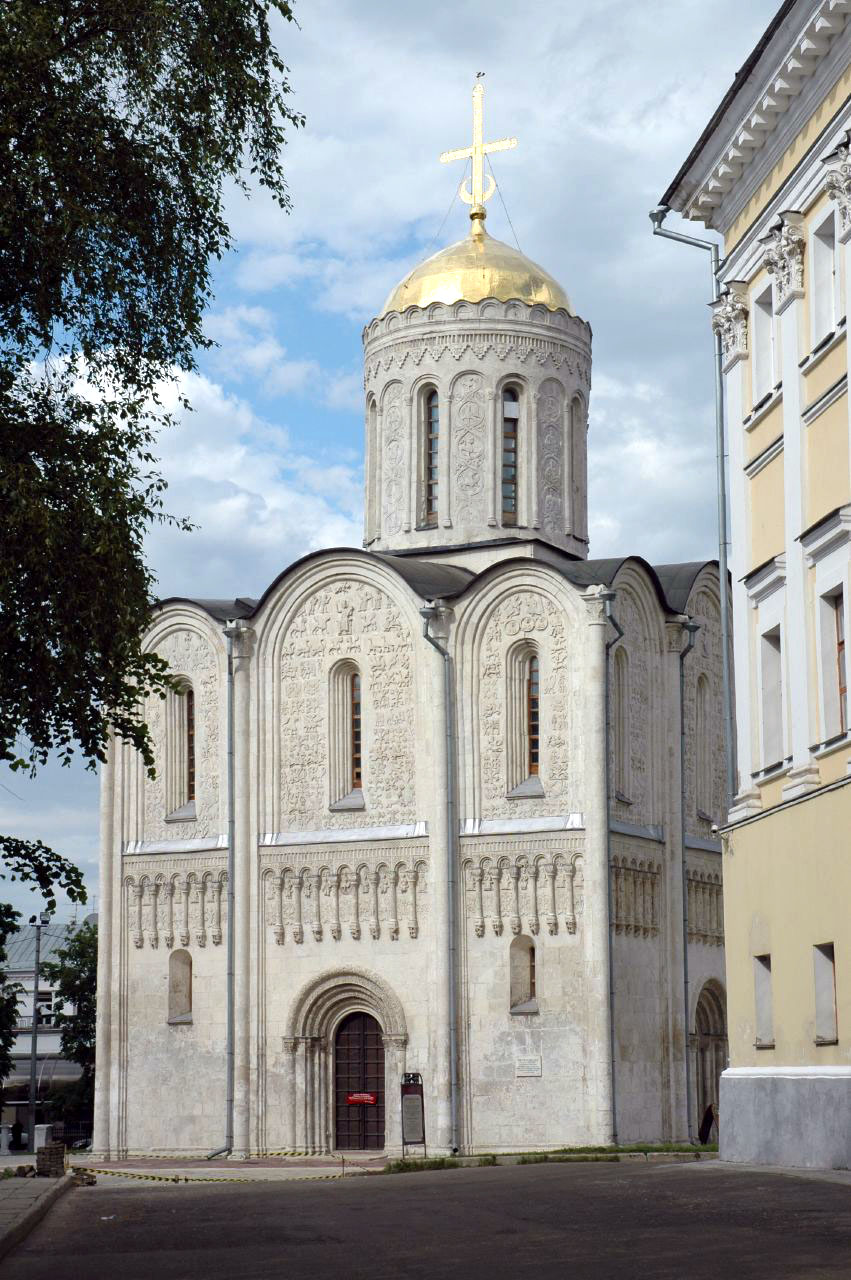
Sint Dmitrikathedraal
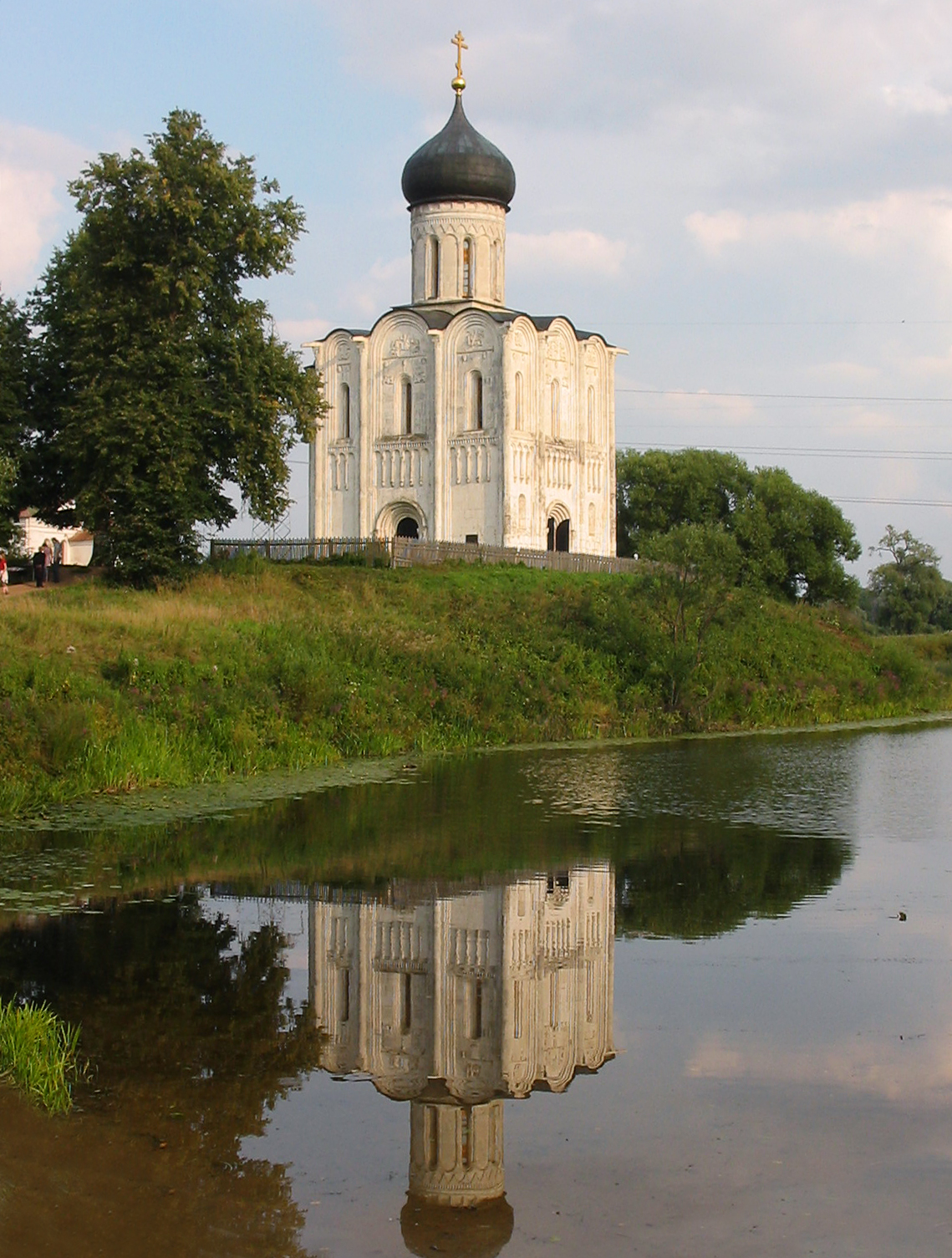
Kerk van de Bescherming van de Moeder Gods aan de Nerl
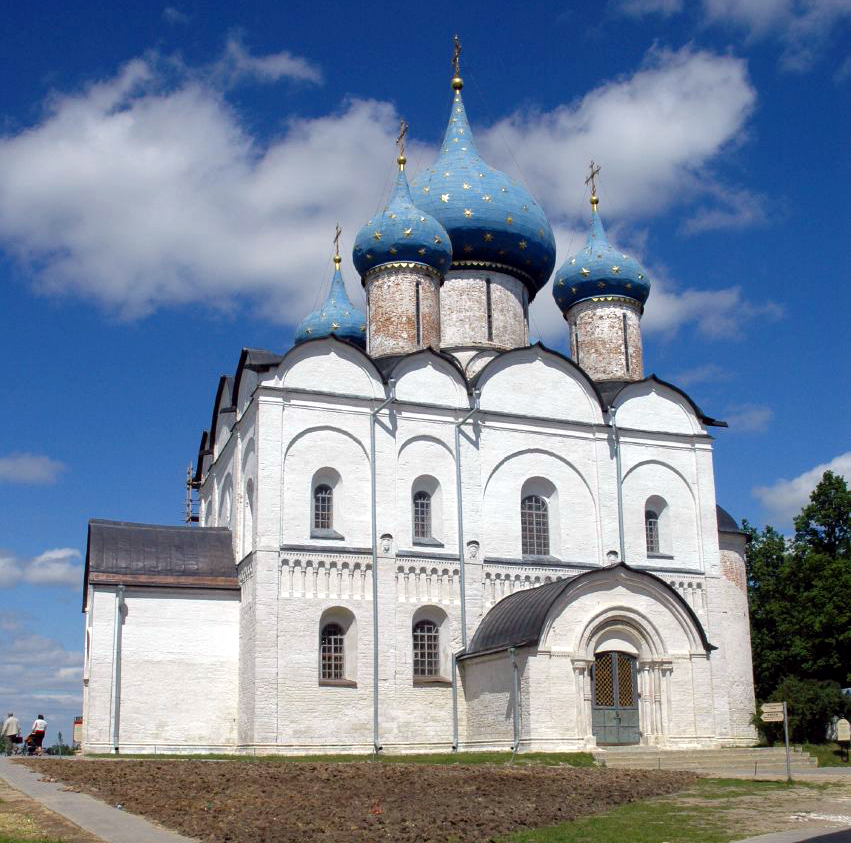
Kathedraal van de Geboorte van de Moeder Gods
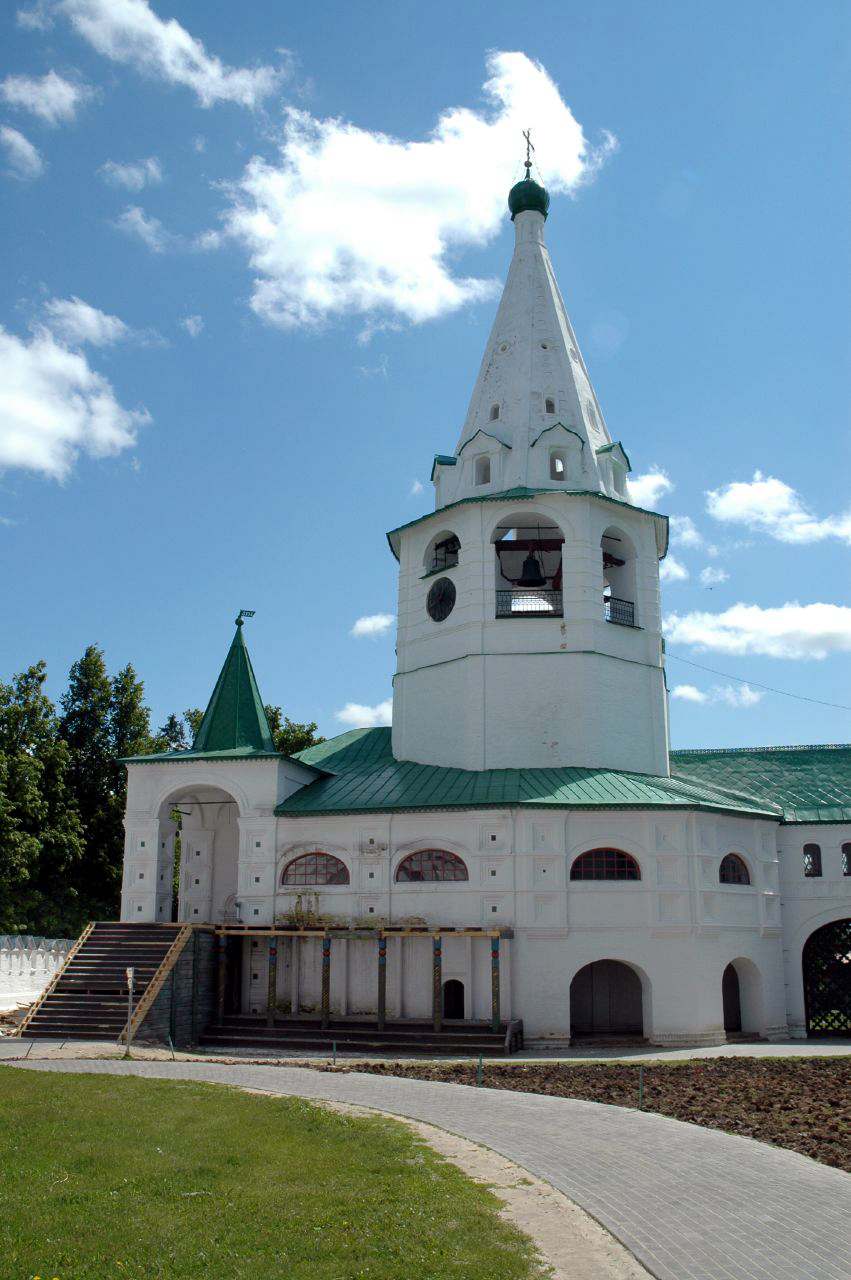
Kremlin van Soezdal
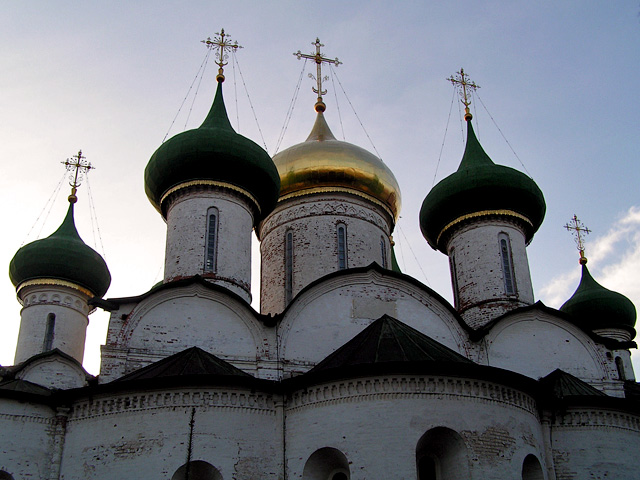
Sint-Euthymiusklooster
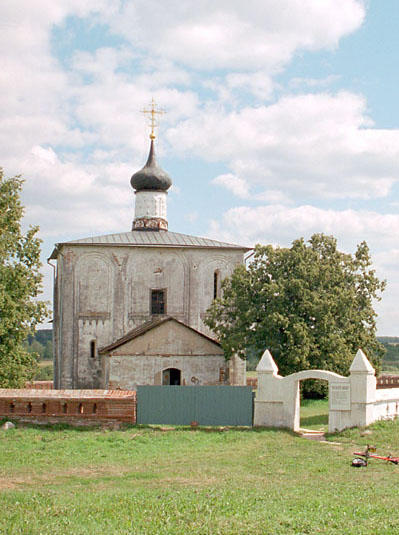
Kerk van Boris en Gleb

Dal van de Bikinrivier (met Centraal Sichote-Alingebergte) · Koerse Schoorwal · Ensemble van het Ferapontovklooster · Gouden bergen van Altaj · Hemelvaartskerk, Kolomenskoje · Historisch en architectonisch complex van het Kremlin van Kazan · Kizji Pogost · Baikalmeer · Citadel, oude stad en vestingwerken van Derbent · Historische monumenten van Novgorod en omgeving · Kremlin en Rode Plein, Moskou · Ensemble van het Novodevitsjiklooster · Historisch centrum van Sint-Petersburg en bijbehorende groepen van monumenten · Cultureel en historisch ensemble van de Solovetski-eilanden · Geodetische boog van Struve · Architectonisch ensemble van de Triniti Sergius Lavra in Sergiev Posad · Uvs Nuurbekken · Maagdelijke wouden van Komi · Vulkanen van Kamtsjatka · Westelijke Kaukasus · Witte monumenten van Vladimir en Soezdal · Natuurlijk systeem van het Wrangel-eilandreservaat · Historisch centrum van de stad Jaroslav · Historisch en archeologisch complex van Bolgar · Landschappen van Daurië · Hemelvaartkathedraal en -klooster van het dorpseiland Svijasjk · Kerken van de architectuurschool van Pskov · Petrogliefen van het Onegameer en de Witte Zee · Cultureel landschap van het Kenozeromeer